# Hans-Georg Dederer
Hans-Georg Dederer (* 24. Januar 1967 in Stuttgart) ist ein deutscher Rechtswissenschaftler.

## Leben
Von 1987 bis 1988 studierte er technische Kybernetik an der Universität Stuttgart, von 1988 bis 1991 Rechtswissenschaft an der Eberhard-Karls-Universität Tübingen und von 1991 bis 1992 Rechtswissenschaft an der Universität Konstanz. 1992 legte er die erste juristische Staatsprüfung ab. Von 1988 bis 1992 war er Stipendiat der Studienstiftung des deutschen Volkes. 1993 erhielt er den „Preis für gute Examen nach kurzen Studienzeiten“ des Stifterverbands für die Deutsche Wissenschaft. Von 1992 bis 1995 absolvierte er den juristischen Vorbereitungsdienst in Konstanz und Washington, D.C.
Von 1992 bis 1995 war er wissenschaftliche Hilfskraft an der Universität Konstanz am Lehrstuhl Matthias Herdegen. 1995 legte er die zweite juristische Staatsprüfung ab. Von 1995 bis 1997 war er wissenschaftlicher Mitarbeiter an der Universität Bonn ebenfalls am Lehrstuhl Matthias Herdegen. Nach der Promotion 1997 zum Dr. jur. in Bonn war er von 1997 bis 2003 wissenschaftlicher Assistent am Lehrstuhl Matthias Herdegen. 2003 erhielt er die venia legendi für die Lehrgebiete Staats- und Verwaltungsrecht, Völker- und Europarecht sowie Rechtsvergleichung durch die Bonner Rechts- und Staatswissenschaftliche Fakultät.
Von 2003 bis 2008 war er Oberassistent (Lehrstuhl Matthias Herdegen). Von 2003 bis 2008 vertrat er Lehrstühle an der Rechts- und Staatswissenschaftlichen Fakultät der Rheinischen Friedrich-Wilhelms-Universität Bonn (Kirchenrechtliches Institut, Sommersemester 2003; Institut für Völkerrecht, Wintersemester 2004/2005 und 2006/2007); an der Juristischen Fakultät der Heinrich-Heine-Universität Düsseldorf (Lehrstuhl für deutsches und ausländisches öffentliches Recht, Völkerrecht und Europarecht, Wintersemester 2007/2008); an der Juristischen Fakultät der Eberhard Karls Universität Tübingen (Lehrstuhl für Öffentliches Recht einschließlich Völkerrecht, Sommersemester 2008); an der Juristischen Fakultät der Universität Passau (Lehrstuhl für Staats- und Verwaltungsrecht, europäisches und internationales Wirtschaftsrecht, Wintersemester 2008/2009).
2008 erhielt er Rufe an die Universität Kopenhagen (Lehrstuhl für Europarecht) und an die Universität Passau (Lehrstuhl für Staats- und Verwaltungsrecht, europäisches und internationales Wirtschaftsrecht) sowie Berufungsangebot an die Universität Hannover (Lehrstuhl für Öffentliches Recht, insbesondere Technikrecht). 2009 wurde er zum Universitätsprofessor an der Universität Passau (Lehrstuhl für Staats- und Verwaltungsrecht, Völkerrecht, Europäisches und Internationales Wirtschaftsrecht) ernannt. Seit 2011 ist er Vertrauensdozent der Studienstiftung des deutschen Volkes an der Universität Passau (seit 2013 federführend).
Von 2013 bis 2015 war er Vorsitzender des Auslandsausschusses (Auslandsbeauftragter) der Juristischen Fakultät der Universität Passau. Von 2014 bis 2015 war er Mitglied des Senats und des Universitätsrates der Universität Passau. Von 2014 bis 2016 war er Prodekan der Juristischen Fakultät der Universität Passau. Von 2016 bis 2018 war er Dekan der Juristischen Fakultät der Universität Passau. Seit 2018 ist er Mitglied der Ständigen Senatskommission der DFG zu Grundsatzfragen der Genforschung.
In einer Stellungnahme zu einem Antrag der CDU/CSU-Fraktion des Deutschen Bundestages zur zukunftsfähigen Gestaltung der landwirtschaftlichen Produktion durch genomische Techniken hat er unter anderem die in Aussicht genommene Novellierung des europäischen Gentechnikrechts befürwortet.
Zum 10. Oktober wurde Dederer in den Deutschen Ethikrat berufen.

## Schriften (Auswahl)
- Gentechnikrecht im Wettbewerb der Systeme. Freisetzung im deutschen und US-amerikanischen Recht. Berlin 1998, ISBN 3-540-63871-7.
- mit Matthias Herdegen: Adventitious presence of GMOs in seed. Adventitious presence of GMOs in seed of conventional plant varieties. A legal analysis of regulatory prospects in the European Union. Heidelberg 2001, ISBN 3-8114-0766-X.
- Korporative Staatsgewalt. Integration privat organisierter Interessen in die Ausübung von Staatsfunktionen. Zugleich eine Rekonstruktion der Legitimationsdogmatik. Tübingen 2004, ISBN 3-16-148302-2.
- Weiterentwicklung des Gentechnikrechts – GVO-freie Zonen und sozioökonomische Kriterien für die GVO-Zulassung. Eine Untersuchung der Regelungsspielräume und ihrer europa- und welthandelsrechtlichen Grenzen. Berlin 2010, ISBN 978-3-643-10442-7.